# ممشقة
الممشقة أو حسك النسّاج أو مشط الراعي أو مشط الراعي البحري  أو العطشانة (الاسم العلمي: Dipsacus) هي جنس من النباتات يتبع فصيلة المعزية الورق (كانت في الفصيلة الممشقية السابقة) من رتبة الممشقيات.